# ノーチラス (原子力潜水艦)
| 水上航走する世界初の原子力潜水艦ノーチラス。1955年1月20日、原子力航行試験中の写真 | |
| 艦歴                                                                              | |
| 発注                                                                              | 1951年8月2日, 計画番号 SCB64                                                                                |
| 起工                                                                              | 1952年6月14日                                                                                               |
| 進水                                                                              | 1954年1月21日                                                                                               |
| 就役                                                                              | 1954年9月30日                                                                                               |
| その後                                                                            | 博物館として海軍が保有                                                                                      |
| 除籍                                                                              | 1980年3月3日                                                                                                |
| 性能諸元                                                                          | |
| 排水量                                                                            | 基準：2,980トン, 満載：3,520トン,                                                                           |
| 全長                                                                              | 97.5m（320ft）                                                                                              |
| 全幅                                                                              | 8.5m（28ft）                                                                                                |
| 喫水：                                                                            | 7.9m（26ft）                                                                                                |
| 予備浮力                                                                          | 15.8% |
| 安全潜入深度                                                                      | 213m（700ft）                                                                                               |
| 機関                                                                              | 原子力ギアード・タービン方式, WEC S2W型加圧水型原子炉×1基/蒸気タービン×2基/ディーゼル×4基/5翼スクリュー×2軸 |
| 出力                                                                              | ディーゼル：1,680HP 原子力：15,000SHP                                                                       |
| 電池                                                                              | ガピーI型×126個1群                                                                                          |
| 速力                                                                              | （水上/水中）：22kt/23.3kt                                                                                  |
| 兵装                                                                              | 533mm水圧式魚雷発射管×6, 魚雷×22, 水中射撃指揮装置Mk.101                                                    |
| 乗員                                                                              | 107名（士官15名・先任兵曹12名・下士官兵80名）                                                               |
| ソナー                                                                            | SQS-4, BQR-4A                                                                                               |
| レーダー                                                                          | BPS-1, BPS-4（対空）                                                                                        |

ノーチラス（USS Nautilus, SSN-571）は、アメリカ海軍の攻撃型原子力潜水艦。世界初の原子力潜水艦である。ノーチラスの名は、米海軍艦艇としては6代目（ノーティラスを参照）にあたる。

## 概要
「アメリカ原子力海軍の父」とも称されるハイマン・G・リッコーヴァー提督の強力な指導のもとに計画・建造された、世界最初の原子力潜水艦。潜水艦が、「潜航可能な船（submersible ship）」ではなく、水中活動をこそ常態とする「真の潜水艦（submarine）」への進化を遂げた画期をなす艦として有名である。
艦型や構造は第二次世界大戦型の艦隊潜水艦のそれを踏襲しているが、司令塔は廃止され、指揮区画は発令所へ集中配置された。アルバコア（USS Albacore, AGSS-5699）の実験結果により、1軸推進の優位は既に実証されていたが、冗長性を確保するために2軸推進が採用された。酸素タンクと空気浄化装置は在来型潜水艦用のものが搭載されたが、酸素供給時間は在来型の10日間から30日間に増大した（後に、連続60日の潜航持続可能な原潜用空調システムに換装）。S2W型原子炉は連続全力発揮時間250時間が可能であり、これにより（艦型こそ旧来型であるものの）、1,381海里の連続行動と燃料交換なしでの62,562海里の航海が可能になった。
本艦の成功を踏まえて、アメリカ海軍は初の量産型原潜スケート級の建造に乗り出すが、現在まで続く流体力学的船殻と原子力との結合は、スキップジャック級の登場まで待たなければならない。
試験艦的性格が強かったために建造は1隻のみであったが、第二次世界大戦後の模索期にあった米潜水艦の技術的方向性に、その画期的成功を以って指針を与えた意義は大きい。

## 艦歴
ノーチラスは1952年6月14日、原子力企業ジェネラル・ダイナミクス社傘下のコネチカット州のエレクトリック・ボート社で建造が開始され、1954年1月21日にアイゼンハワー大統領夫人、マミー・アイゼンハワーを迎えて進水式が行われ、同年9月30日に就役。
1954年12月30日、ノーチラスの原子炉は初めて臨界に達し、翌1955年1月3日に初めて全力運転を行う。同年1月17日11時、史上初めての原子力を使っての運転に成功。最初の航海でテムズ川を渡ったときに発した「本艦、原子力にて航行中（Underway on nuclear power）」の信号は有名である。1958年8月3日、潜航状態で北極点を最初に通過することに成功した（この時には、「ノーチラス、北90度」と打電している。前者と共に、この信号も有名である）。この際は太平洋からグリーンランドへ抜ける航路であった。
同年8月8日、アメリカ政府は北極海潜航横断成功を発表した。
1980年3月30日退役。一時期はワシントン海軍工廠に保存されていたが、1984年にコネチカット州グロトンで記念艦として保存されることが決定。以後解体されることなく・公開されている。